# Volley Mulhouse Alsace
Il Volley Mulhouse Alsace è una società pallavolistica femminile francese, con sede a Mulhouse: milita nel campionato francese di Ligue A.

## Storia
La sezione pallavolistica femminile dell'ASPTT Mulhouse Volley-Ball nasce nel 1974 e raggiunge per la prima volta la massima serie del campionato nel 1982.
Dopo un periodo di alterne fortune e una nuova retrocessione, vince il campionato cadetto nel 1992 e ritorna in Nationale 1 dove grazie ad ottimi posizionamenti partecipa per la prima volta alle competizioni europee: proprio in questo periodo, precisamente nel 1998, ottiene il suo miglior risultato in Europa, ossia il terzo posto in Coppa CEV e nello stesso anno raggiunge anche il secondo posto in campionato.
Dal 2007 è diventata la seconda squadra più forte di Francia, arrivando seconda, sempre alle spalle del Racing Club de Cannes, sia in campionato che in Coppa di Francia: questi risultati le hanno valso l'accesso alla Champions League, dove però non è mai riuscita a raccogliere risultati soddisfacenti.
Nella stagione 2016-17 si aggiudica il suo primo trofeo, ovvero la vittoria dello scudetto, seguito dal successo, all'inizio della stagione 2017-18, nella Supercoppa francese. Nell'annata 2020-21 conquista per la seconda volta il campionato e per la prima la Coppa di Francia.
Nel 2022, in seguito a un rebranding, cambia denominazione in Volley Mulhouse Alsace e logo, aggiudicandosi nella stagione successiva la Supercoppa francese 2022, mentre in quella 2024-25 vince per la seconda volta la Coppa di Francia.

## Rosa 2023-2024
| N° | Nome                  | Ruolo | Data di nascita  | Nazionalità sportiva |
| -- | --------------------- | ----- | ---------------- | -------------------- |
| 1  | Annayka Legros        | C     | 17 maggio 1995   | Stati Uniti          |
| 2  | Christelle Tchoudjang | O     | 7 luglio 1989    | Camerun              |
| 3  | Carli Snyder          | S     | 30 aprile 1996   | Stati Uniti          |
| 4  | Julia Casadei         | L     | 19 maggio 2004   | Francia              |
| 5  | Silke Van Avermaet    | C     | 2 giugno 1999    | Belgio               |
| 6  | Jaalia Winters        | S     | 26 luglio 1997   | Stati Uniti          |
| 7  | Mija Šiftar           | S     | 9 febbraio 2006  | Slovenia             |
| 8  | Eléonore Zakel        | O     | 6 marzo 2004     | Francia              |
| 9  | Léa Soldner           | L     | 10 febbraio 1996 | Francia              |
| 10 | Énora Danard-Selosse  | P     | 31 dicembre 2002 | Francia              |
| 11 | Carine Blamdai        | O     | 24 agosto 2000   | Camerun              |
| 12 | Isaline Sager-Weider  | C     | 5 luglio 1988    | Francia              |
| 13 | Emeline Kalt          | P     | 14 febbraio 2003 | Francia              |
| 14 | Victoria Mayer        | P     | 19 giugno 2001   | Argentina            |
| 15 | Mariam Mushkudiani    | O     | 29 agosto 2007   | Georgia              |
| 16 | Emma Le Galloudec     | L     | 20 luglio 2007   | Francia              |
| 17 | Myriam Mebarek        | P     | 27 maggio 2002   | Francia              |
| 18 | Malia Moleana         | O     | 12 luglio 2004   | Francia              |
| 19 | Melissa Vasi          | S     | 2 novembre 2004  | Germania             |
| 20 | Betsy Nwokoye         | C     | 5 luglio 2005    | Italia               |
| 21 | Winnie Monkam         | C     | 2 giugno 2005    | Francia              |

## Palmarès
- Campionato francese: 2

2016-17, 2020-21
- Coppa di Francia: 2

2020-21, 2024-25
- Supercoppa francese: 3

2017, 2021, 2022

## Denominazioni precedenti
- 1974-2022: ASPTT Mulhouse Volley-Ball